# Детски кръстоносен поход
Детският кръстоносен поход е вероятно измислено и недоразбрано събитие от 1212 година.
Смята се, че избухване на стария религиозен плам довело до събиране на 50 000 деца от Франция и Германия през 1212 година, а папа Инокентий III взел това за знак свише, че възрастните кръстоносци били безполезни, и единствено децата ще успеят да освободят Божи гроб. В крайна сметка нито едно от децата не достигнало Светите земи, защото тези, които не умрели от глад по време на пътуването, били продадени в робство. Предварително уговорени за продажба от венецианците и натоварени като стока по корабите. В харемите преди този поход е потънал също така и кръстоносният поход на монахините.
Изследване, публикувано през 1977 г. поставя под съмнение съществуването на тези събития, и много историци са на мнение, че те не са били (или не основно) деца, а няколко групи „скитащи бедни“ в Германия и Франция, някои от които се опитали да стигнат до Светата Земя и други, които никога не са възнамерявали да направят това. Версиите от историческите документи са много оскъдни и не е напълно сигурно дали е било така.
Вариантите на дългогодишната история на Детския кръстоносен поход имат подобни теми. Едно момче започнало да проповядва във Франция или Германия твърдейки, че той е бил посетен от Исус и казал да водят кръстоносците мирно да превърнат мюсюлманите в християни. Чрез поредица от предполагаемите знамения и чудеса той придобил значителен брой последователи, до около 30 000 деца. Той повел последователите си на юг към Средиземно море с убеждението, че морето ще се раздели пред него и последователите му и ще им позволи да маршируват в Ерусалим, но това не се случило. Двама търговци ги превозили безплатно с кораби, като много от децата, които имали желание да преминат, били заловени в Тунис и продадени в робство от жестоките търговци. Други загинали при корабокрушение при Сан Пиетро, остров Сардиния по време на буря. Някои, не успели да стигнат до морето, умрели от глад и изтощение.
Според по-нови изследователи са съществували действително две движения на хора (от всички възрасти) през 1212 в Германия и Франция, а впоследствие историята е променена и доукрасена от историци.
В първото движение Николас, един овчар от Райнланд в Германия, който притежавал извънредно красноречие, се опитал да води група през Алпите и в Италия в началото на пролетта на 1212. На учениците си проповядвал призива за „кръстоносен поход“ през германските земи и минавайки през Кьолн след няколко седмици. Разделяйки се на две групи, тълпите поели по различни пътища през Швейцария. Две трети от кръстоносците починали по време на пътя, докато много други се върнали по домовете си. От 50 хиляди само 7000 пристигнали в Генуа в края на август. Те веднага тръгнали към пристанището, очаквайки морето да се раздели пред тях; когато то не се разделило, те останали много горчиво разочаровани. Няколко обвинили Николас в предателство, докато други останали да чакат Бог да промени мнението си, тъй като те вярвали, че това е възможно. Генуезките власти били впечатлени от малката група и предложили гражданство на онези, които желаят да се установят в града им. Повечето от младежите-кръстоносци приели тази възможност. Николай отказал да се признае за победен и отпътувал за Пиза, където неговото движение продължило да намалява по време на пътя. Той и няколко лоялни последователи продължили до папската държава, където папа Инокентий III ги приел любезно. Но останалите тръгнали към Германия след като решили да се върнат у дома при семействата си. Николай не оцелял при втория опит през Алпите и загинал. У дома баща му бил арестуван и обесен под натиска на гневни семейства, чиито деца били загинали при следване на сина му.
Някои от най-посветените членове на този поход по-късно са съобщили, че са се скитали до Анкона и Бриндизи, но не се знае дали са достигнали до Светите земи.
Второто движението било водено от дванадесет-годишното френско овчарче на име Стефан от Клойс, което твърдяло, че носи писмо за краля на Франция от Иисус. Големите младежки банди около неговата възраст били привлечени към него, повечето от които претендирали, че притежават специални подаръци от Бога и да се смятали за чудотворци. Привличайки групи от над 30 000 възрастни и деца, то отишло в Сейнт-Денис, където е предизвикано да направи чудеса. По заповед на Филип II, съветвани от Университета на Париж, младежите били умолявани да се завърнат у дома. Самият Филип не бил впечатлен, особено след като групата била водена от дете, и отказал да ги вземе на сериозно. Стефан, обаче, не бил разубеден и започнал да проповядва в близкия манастир. От Сейнт-Денис Стефан започнал да пътува из Франция, разпространявайки посланията си, обещавайки да освободи Ерусалим. Въпреки че Църквата била скептична, много възрастни били впечатлени от неговото учение. Все пак, някои от тези, които първоначално се присъединили, го напуснали – смята се, че около половината от първоначалните 30 000 души го изоставили. Останалите кръстоносци всекидневно напускали Стефан.
В края на юни 1212 г. Стефан завел непълнолетните си кръстоносци от Вендом до Марсилия. Там оцелелите се молели за храна, а по-голямата част били обезсърчени от трудностите на това пътуване и се върнали при семейства си.